# Erótica de dinosaurios

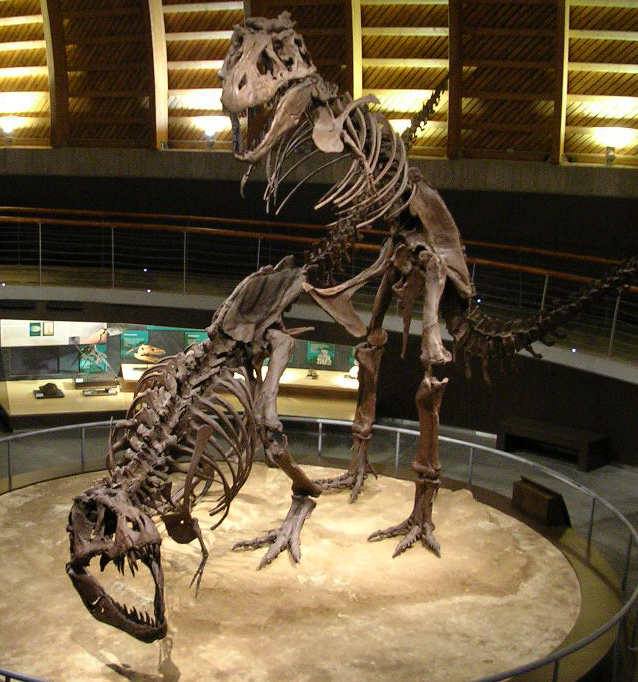
Dos fósiles de Tyrannosaurus rex colocados para simular el proceso de apareamiento.

La erótica de dinosaurios, que pertenece al género más amplio de la erótica de monstruos, es un subgénero de la literatura erótica que incluye encuentros sexuales entre humanos y dinosaurios no avianos. Algunos títulos reconocidos son Taken by the T-Rex, Ravished by Triceratops y A Billionaire Dinosaur Forced Me Gay. A pesar de que algunos medios de comunicación lo denominan "el Kardashian del erotismo", los títulos de este género han generado ventas e interés mediático.

## Temática
Las obras eróticas de dinosaurios suelen ser relatos cortos autopublicados y a menudo se centran en temas comunes, como las cazadoras prehistóricas que salvan a sus tribus de la amenaza de los dinosaurios (machos) manteniendo relaciones sexuales con ellos. Según la profesora Clarissa Smith, de la Universidad de Sunderland, coeditora de la revista Porn Studies, la erótica de dinosaurios es esencialmente una respuesta a las fantasías sexuales: "La idea de tener sexo con un dinosaurio está fuera de lo posible. Es un poco como la 'magia', en la que se suspenden todas las reglas, y por esa razón puede perfectamente permitir... tipos de riesgo imaginarios imposibles en parejas más estándar".

## Autores y obras
Entre los autores de erótica de dinosaurios destacan Christie Sims, Alara Branwen, Pippa Pout, Chuck Tingle y Hunter Fox (todos ellos seudónimos). Sims y Branwen, que estudiaban juntas en la Universidad de Texas A&M, fueron las pioneras de este género. En su biografía, Sims afirma que "aunque mis gustos externos son relativamente sencillos, en mi interior abundan los pensamientos lujuriosos de monstruos grandes, fuertes y poderosos que se aprovechan de bellas doncellas".
Su coautora, Alara Branwen, describe su fuente de inspiración en términos bastante más mundanos. Estaba trabajando en un supermercado para ayudarse a pagar las facturas cuando una compañera de trabajo le mencionó cómo la gente publicaba ficción en Internet y le sugirió que probara a escribir erótica. Tras investigar qué se vendía bien, decidió experimentar con el subgénero de la erótica de monstruos. Su primera historia, Doing the Dragon (en la que un dragón tiene relaciones sexuales con una chica humana), fue un éxito y pronto empezó a ganar tanto que dejó su trabajo en el supermercado y trabajó a tiempo parcial en su universidad para poder dedicarse a tiempo completo a escribir erótica junto con Sims. Un día, pensando en la película Parque Jurásico, "me imaginé a los dinosaurios haciendo de las suyas con las mujeres. Me morí de risa. Estaba a punto de desestimar estos pensamientos y considerarlos el fruto de mi mente retorcida, pero entonces tuve una epifanía: la erótica de dinosaurios era algo nuevo que nunca había probado".
La erótica de dinosaurios no es el único género abordado por el dúo, quienes también escriben en otros subgéneros como "Erótica de bestias dragón", "Erótica de centauros" y "Erótica de apareamiento de bestias dinosaurio".

Aunque los títulos de Sims y Branwen se centran en el sexo heterosexual, también existe erótica gay de dinosaurios. El columnista de The Guardian Damien Walter publicó una reseña del cuento de Hunter Fox A Billionaire Dinosaur Forced Me Gay (Un dinosaurio multimillonario me obligó a ser gay), escrita por el autor de ficción especulativa Phronk. La reseña comenta que el libro "no tiene cualidades intrínsecas que lo rediman. Está horriblemente escrito, es moralmente cuestionable, e incluso el sexo en él parece estar en segundo plano... Es el Kardashian de la erótica cutre". No obstante, el hecho de que haya tenido éxito le otorga significado y atractivo:
Ya sólo por el título resulta cautivador, pues incide en el cinismo profundamente arraigado en torno a la erótica posterior a 50 sombras y a la industria editorial actual. Su posición injustificadamente alta en Amazon deleita y frustra tanto a los autores tradicionales como a los autopublicados. Y la horrible escritura sólo subraya lo ridículo que es que siquiera exista este extraño producto.
En 2016, el relato erótico gay de dinosaurios Space Raptor Butt Invasion (Invasión de raptores espaciales en el trasero), de Chuck Tingle, fue nominado al Premio Hugo al Mejor Relato Corto, fruto de la campaña de "Rabid Puppies" para desacreditar los premios Hugo.